# Landlungsnäckor
Landlungsnäckor (Stylommatophora) är en ordning av snäckor. Landlungsnäckor ingår i klassen snäckor, fylumet blötdjur och riket djur. Enligt Catalogue of Life omfattar ordningen Stylommatophora 136 arter.

## Bildgalleri

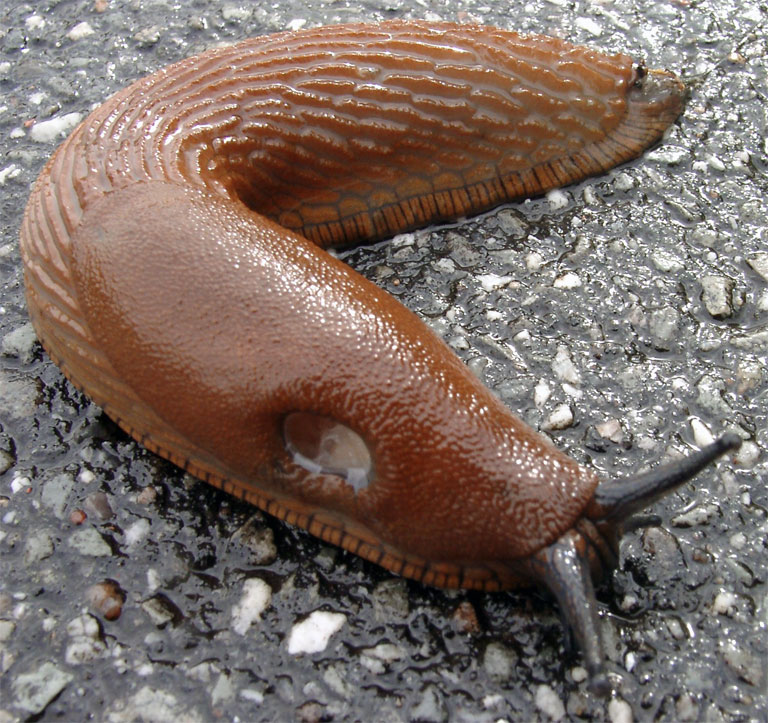
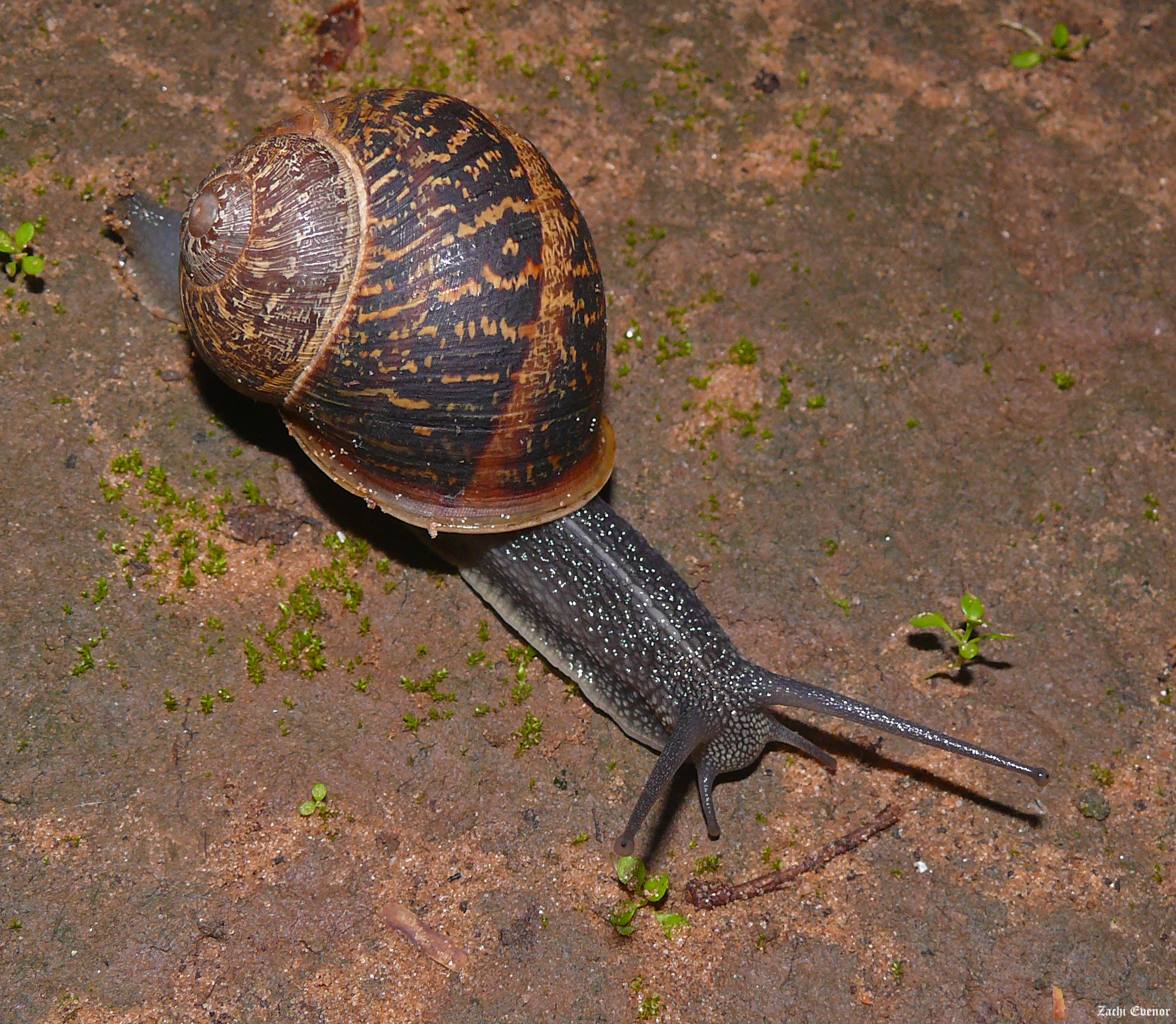
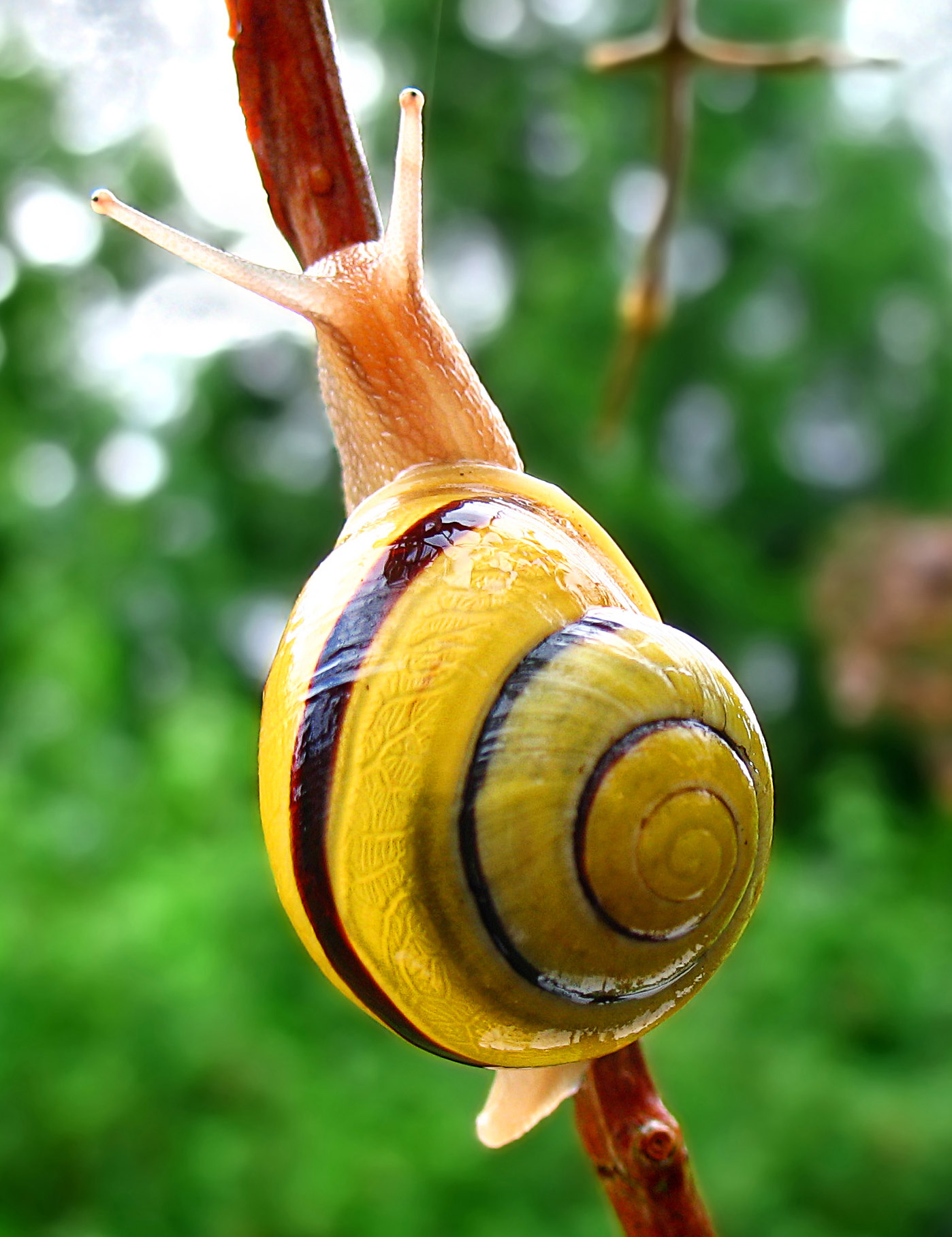
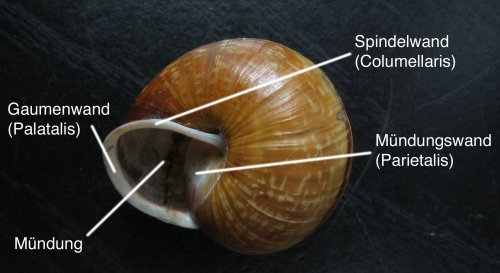
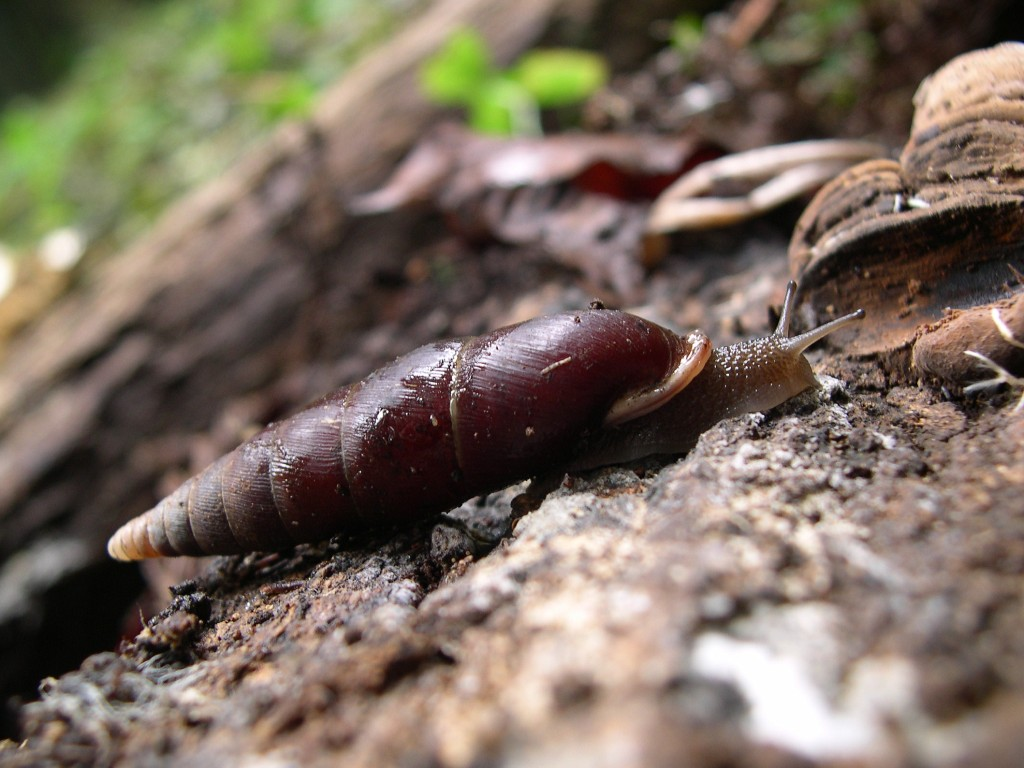
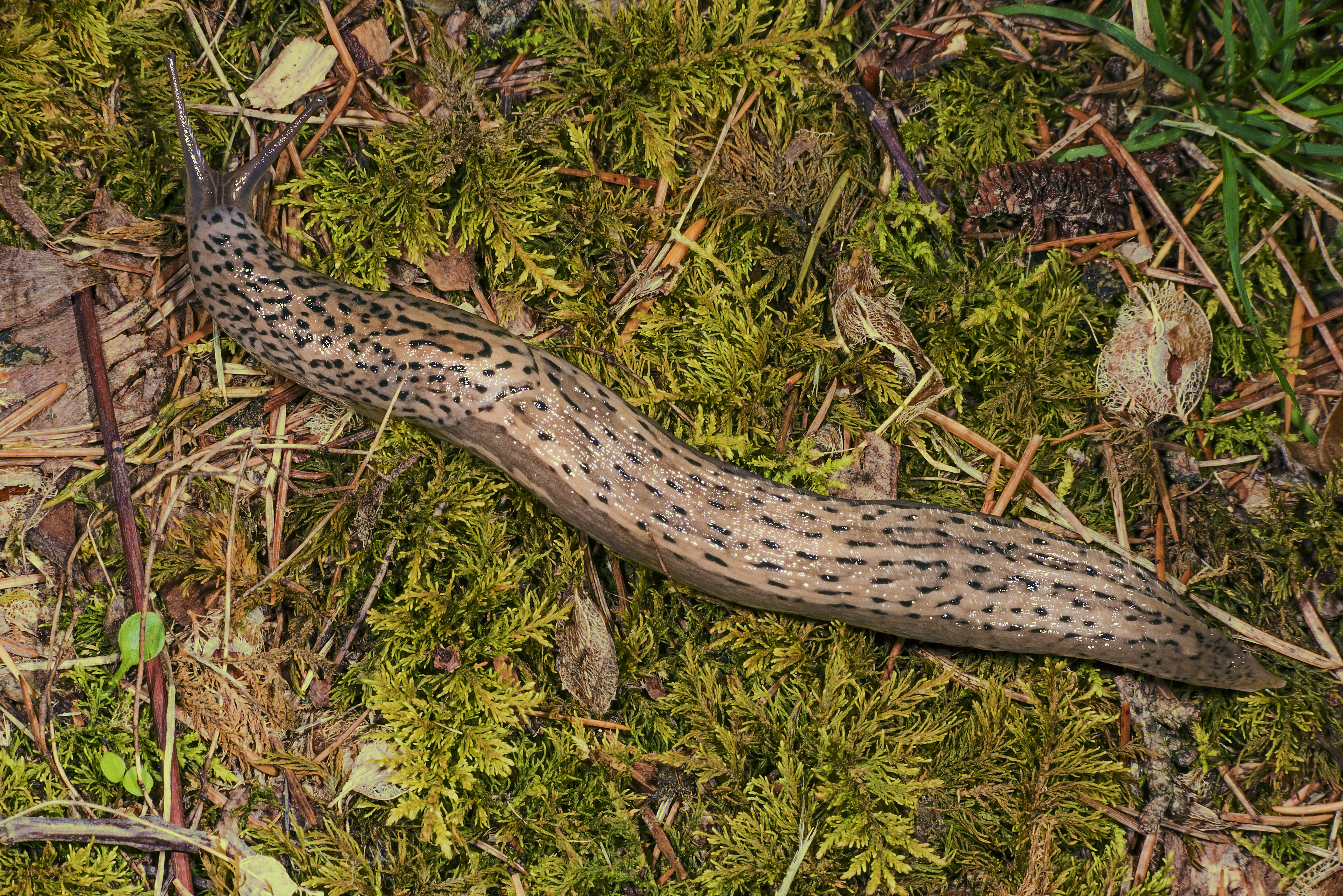

## Dottertaxa till Landlungsnäckor, i alfabetisk ordning[1][2]
- Achatinidae
- Agriolimacidae
- Arionidae
- Boettgerillidae
- Bradybaenidae
- Bulimulidae
- Camaenidae
- Ceriidae
- Charopidae
- Chondrinidae
- Cionellidae
- Clausiliidae
- Cochlicopidae
- Discidae
- Enidae
- Euconulidae
- Ferrussaciidae
- Ferussaciidae
- Gastrodontidae
- Haplotrematidae
- Helicarionidae
- Helicidae
- Helicodiscidae
- Heliodiscidae
- Helminthoglyptidae
- Humboldtianidae
- Hygromiidae
- Lauriidae
- Limacidae
- Megomphicidae
- Milacidae
- Oleacinidae
- Oreohelicidae
- Oxychilidae
- Patulidae
- Philomycidae
- Polygyridae
- Pomatiidae
- Pristilomatidae
- Punctidae
- Pupillidae
- Sagdidae
- Spiraxidae
- Streptaxidae
- Strobilopsidae
- Subulinidae
- Succineidae
- Testacellidae
- Thysanophoridae
- Urocoptidae
- Valloniidae
- Vertiginidae
- Vitrinidae
- Xanthonychidae
- Zonitidae